# یواس‌اس کنتاکی (بی‌بی-۶۶)
یواس‌اس کنتاکی (بی‌بی-۶۶) (به انگلیسی: USS Kentucky (BB-66)) یک کشتی بود که طول آن ۸۸۷ فوت ۳ اینچ (۲۷۰٫۴۳ متر) بود. این کشتی در سال ۱۹۴۴ ساخته شد.